# Districte de Vire
Vire és un dels quatre arrondissements al departament de Calvados a la Normandia. La subprefectura de Vire Normandie n'és la capital. Compta amb els següents cantons:
- Cantó d'Aunay-sur-Odon
- Cantó de Condé-sur-Noireau
- Cantó de Le Bény-Bocage
- Cantó de Saint-Sever-Calvados
- Cantó de Vassy
- Cantó de Vire